# 參考平面
參考平面是天體力學中用來定義軌道要素的平面（位置）。軌道傾角和升交點黃經是相對於參考平面的兩個主要軌道要素。
依據描述不同類型的天體，通常有四種不同的參考平面會被使用：
- 黃道或不變平面：適用於行星、小行星、彗星等，在太陽系內的天體，因為這些天體的軌道通常幾乎都躺在黃道面上。
- 赤道：適用於環繞天體，半長軸不長的衛星。
- 本地拉普拉斯平面：適用於環繞天體，中尺度半長軸的衛星。
- 對天球正切的平面：適用於太陽系外的天體。

在參考平面，經度的定義必須是從零點起度量的角度。這在天球上通常被定義為平面與本初時圈（通過白羊宮第一點，也稱為春分點）交會的點。